# Aldea Santa María (Entre Ríos)
Aldea Santa María é uma junta de governo da Entre Ríos (província), na Argentina.